# Кръстоносен поход от 1101
Закъснелият кръстоносен поход може да се разглежда като заключителен етап от Първия кръстоносен поход . След превземането на Йерусалим и църквата на Гроба Господен клетвата на кръстоносците е изпълнена. Въпреки това, мнозина се връщат, преди да стигнат Йерусалим, а много кръстоносци изобщо не напускат Европа. Когато става известен успехът на похода, тези хора са обиждани и осмивани от своите семейства и заплашвани с отлъчване от духовниците. Много кръстоносци, които остават до превземането на Йерусалим, също се завръщат у дома. Според Фулк от Шартър през 1100 г. в новосъздаденото Йерусалимско кралство остават едва няколкостотин рицари. През 1101 г. е организиран нов поход, включващ Етиен дьо Блоа и Юг дьо Вермандоа, които се завръщат преди превземането на Йерусалим. Този поход е почти унищожен от селджуците в Мала Азия, но оцелелите подсилват кралството след пристигането си в Палестина. През следващите години помощ оказват и италианските търговци, които се установяват в сирийските пристанища, както и религиозните и военни ордени на тамплиерите и хоспиталиерите, създадени при управлението на Бодуен I.